# Dichapetalaceae
Dichapetalaceae je čeleď vyšších dvouděložných rostlin z řádu malpígiotvaré (Malpighiales). Jsou to dřeviny a liány s jednoduchými střídavými listy a drobnými květy. Květenství většiny zástupců vyrůstají neobvykle z řapíku nebo střední žilky listů. Čeleď zahrnuje asi 220 druhů ve 3 rodech a je rozšířena v tropech celého světa.

## Popis
Zástupci čeledi Dichapetalaceae jsou stromy, keře, liány i polokeře s jednoduchými střídavými listy s palisty většinou opadavými. Liány jsou charakteristické světlou hladkou kůrou s roztroušenými tmavšími lenticelami, stromy jsou spíše nižší, jen výjimečně dosahující korunního patra tropického lesa. Listy jsou celokrajné, se zpeřenou žilnatinou. Květy jsou v nepříliš bohatých květenstvích, pro čeleď zcela
charakteristicky vyrůstajících buď z řapíku nebo dokonce ze střední žilky listu, jen výjimečně úžlabních.
Květenství jsou vidličnatě větvená, někdy stažená až ke svazečku přisedlých květů.
Květy jsou drobné, pravidelné nebo lehce souměrné, nejčastěji oboupohlavné. Kalich je složen z 5 lístků, koruna je volná nebo srůstající v korunní trubku s 5 stejnými nebo
na vrcholu nejčastěji rozdvojenými cípy. Tyčinek je 5 nebo 3 tyčinky plodné a 2 sterilní, volné nebo přirostlé ke korunní trubce. Nektáriový terč je přítomen. Semeník je svrchní, srostlý ze 2 nebo 3 plodolistů a se stejným počtem
komůrek. Čnělky jsou volné nebo téměř až k vrcholu srostlé. V každém plodolistu jsou 2 vajíčka. Plodem je suchá nebo dužnatá peckovice. Mnohé druhy jsou prudce jedovaté, významný je druh Dichapetalum cymosum, v jižní Africe známý jako gifblaar nebo machau, který způsobuje smrtelné otravy dobytka a koní. Během druhé africké expedice Emila Holuba roku 1884 způsobila otrava touto rostlinou hromadný úhyn tažných volů, který výrazně zkomplikoval její další průběh.

## Rozšíření
Čeleď zahrnuje asi 220 druhů ve 3 rodech. Vyskytuje se v tropech celého světa mimo velké většiny Austrálie. Největším rodem je pantropicky rozšířený rod Dichapetalum (150 druhů).
Většina zástupců čeledi roste v tropických nížinných a podhorských lesích na nezaplavovaných půdách.

## Taxonomie
V minulosti byla čeleď zařazována do řádu pryšcotvaré (Euphorbiales) nebo jesencotvaré (Celastrales).
Sesterskou větví je podle kladogramů APG čeleď Trigoniaceae.

## Zástupci
- tapura (Tapura)[1]

## Seznam rodů
Dichapetalum, Stephanopodium, Tapura